# Fuerza Aérea Soviética

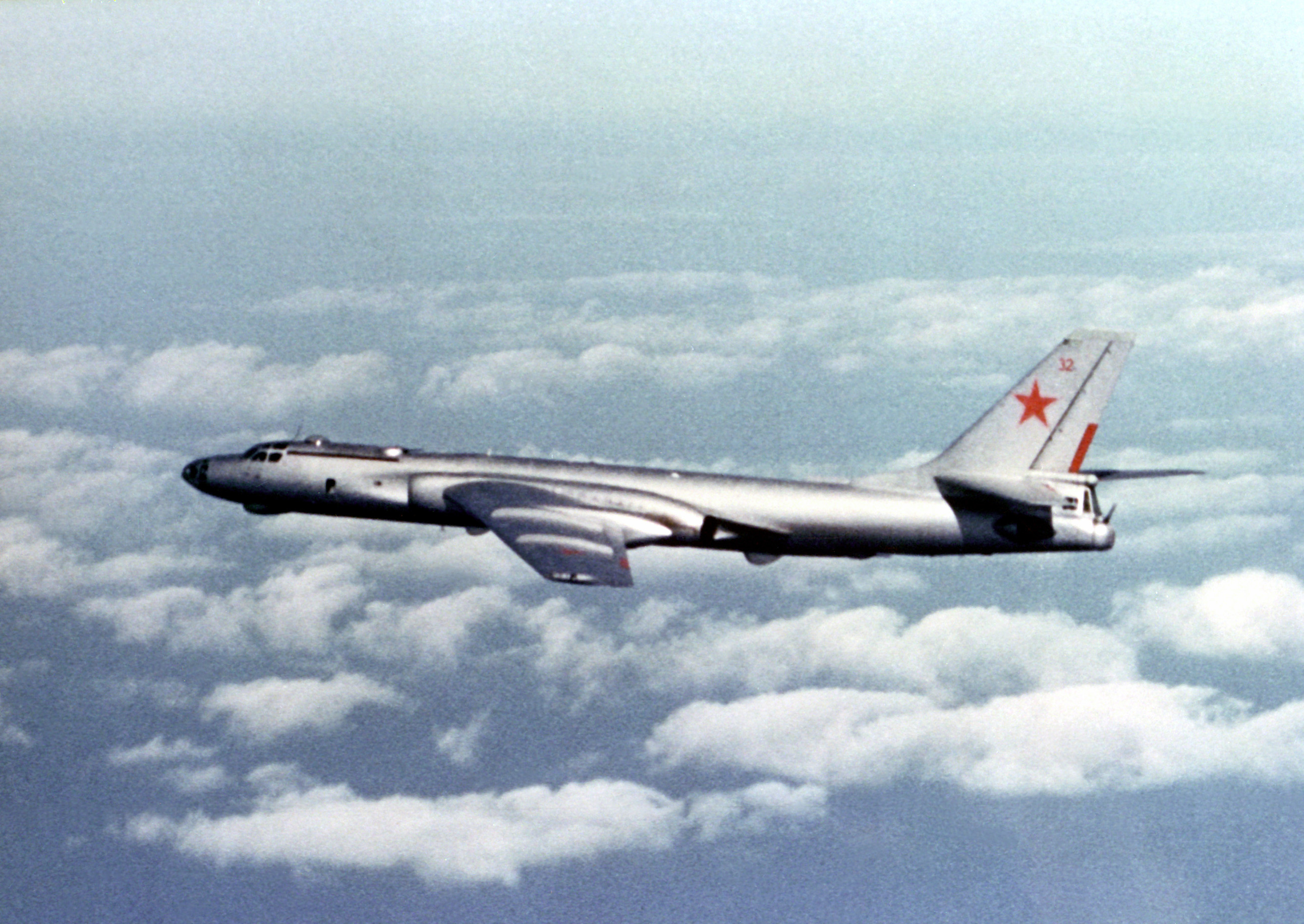
Tu-16.

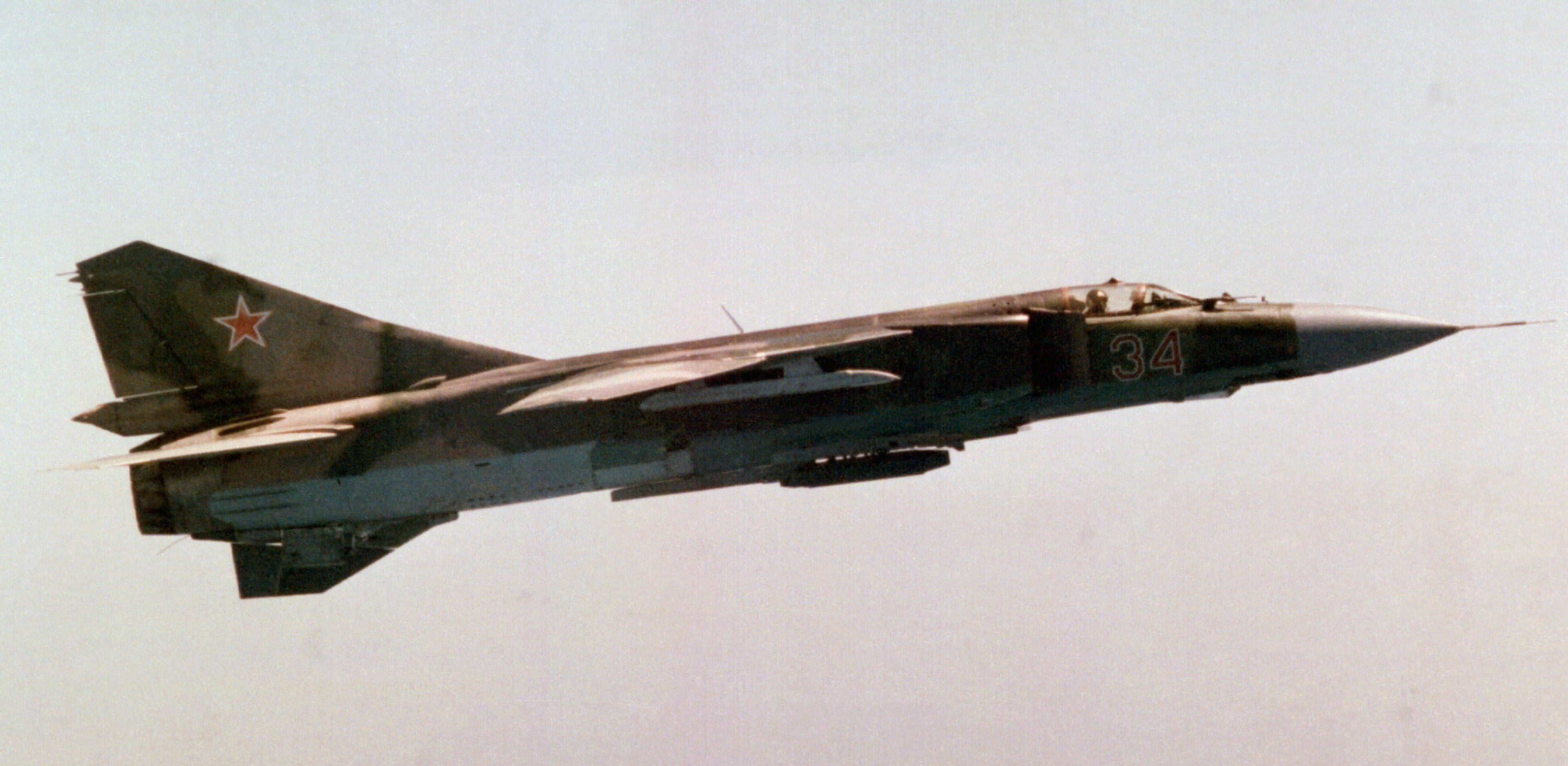
MiG-23.

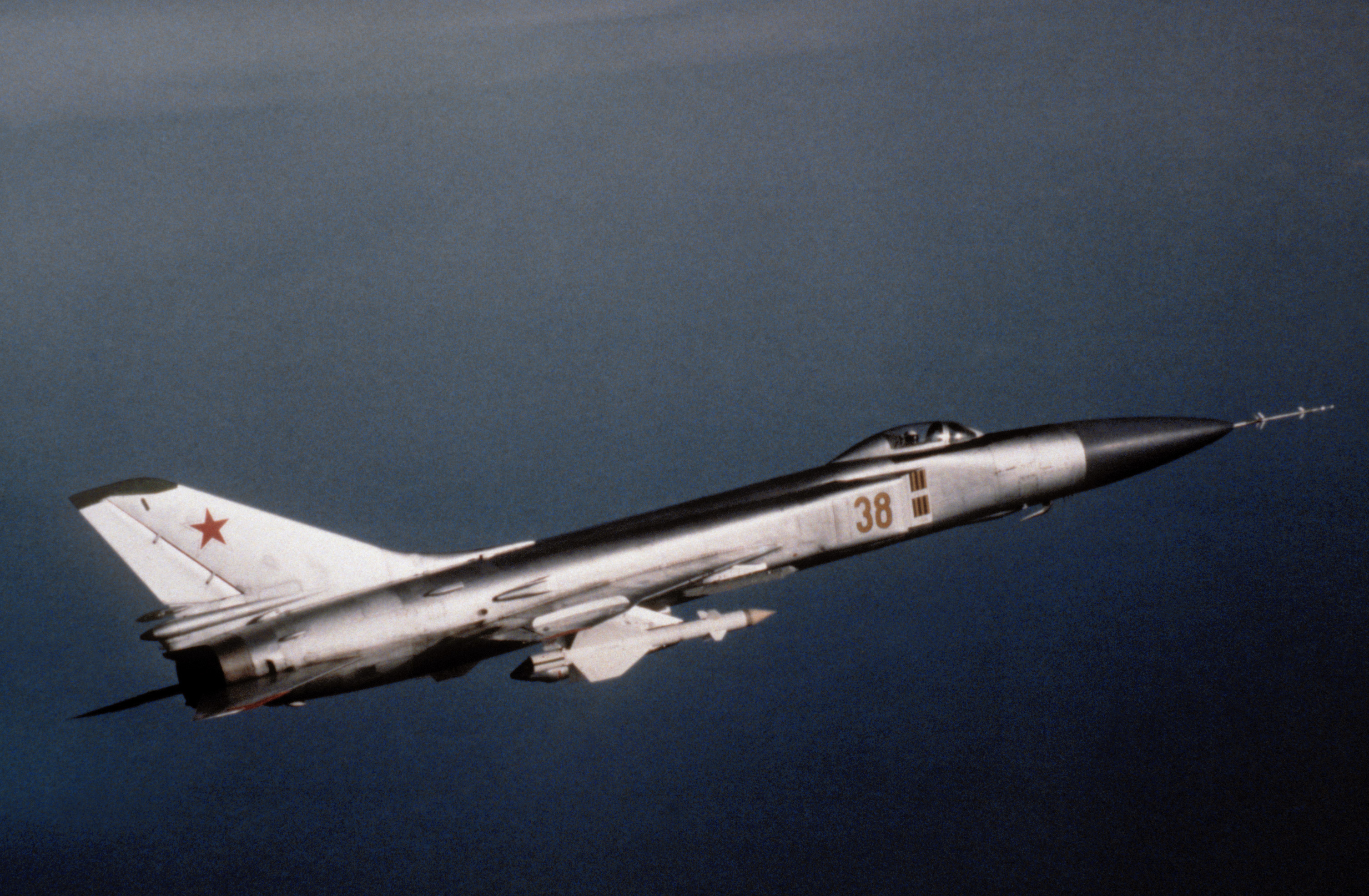
Sukhoi Su-15.

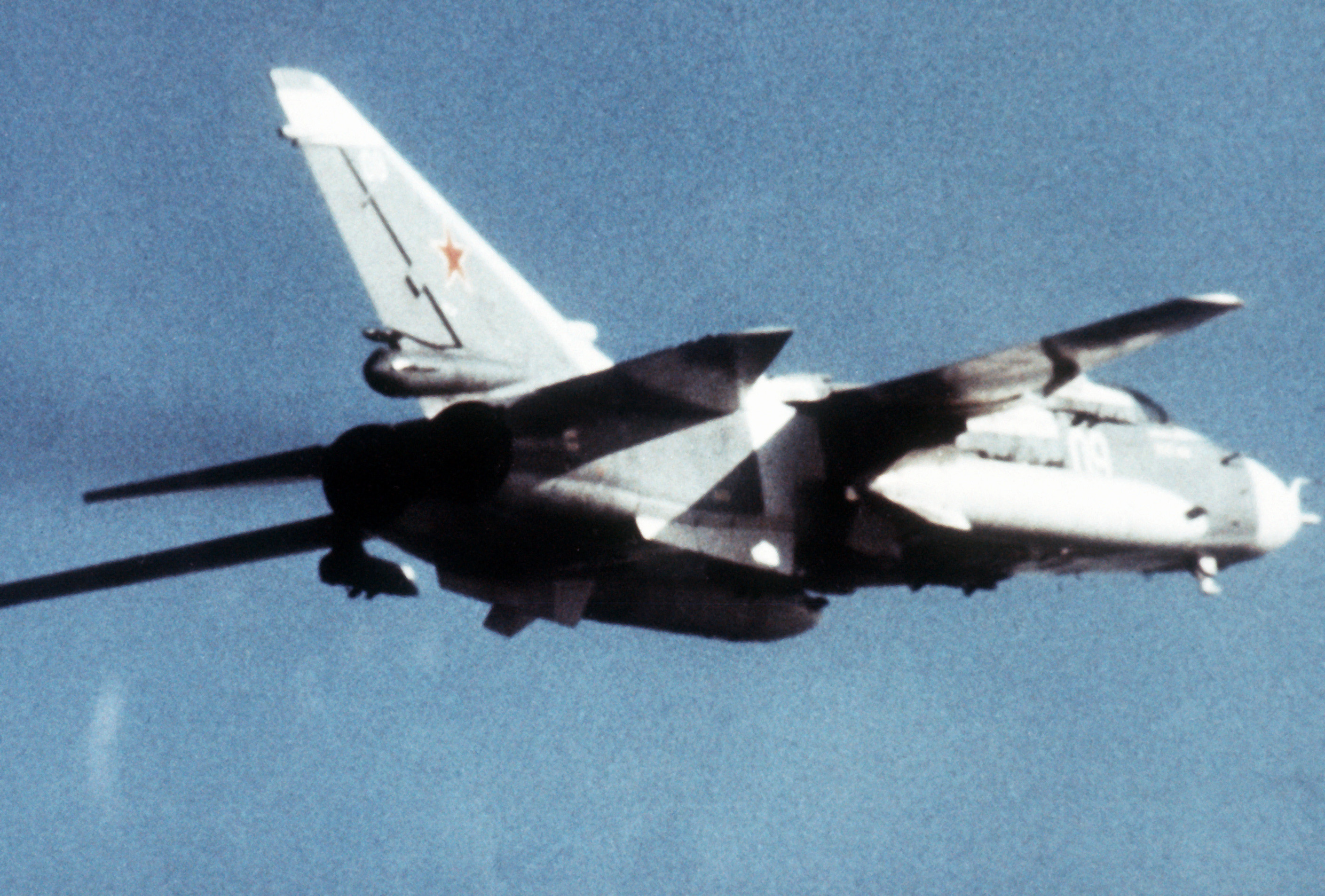
Sukhoi Su-24.

Las Fuerzas Aéreas Militares (en ruso: Военно-воздушные силы, abreviada ВВС; transliterada: Voyenno-vozdushnye sily, VVS) más conocida en español como Fuerza Aérea Soviética, era la designación oficial de una de las ramas de las fuerzas aéreas de la Unión Soviética, la otra era la denominada como Fuerzas de Defensa Aérea (PVO).

## Historia
La VVS fue fundada como la «Flota Aérea de los Trabajadores y Campesinos» en 1918, sustituyendo a la Fuerza Aérea Imperial Rusa. Después de localizarse bajo el control del Ejército Rojo, con la denominación oficial de VVS en 1930, su influencia sobre el diseño de aviones fue cada vez mayor.
Después de la creación del estado soviético se hicieron algunos esfuerzos encaminados a modernizar y aumentar la producción aérea. La producción nacional de aviones se incrementó significativamente en los primeros años de la década de 1930 y hacia el final de la década la fuerza aérea soviética pudo introducir los cazas I-15 e I-16 y los bombarderos SB-2, SB-2 BIS y DB-3.
Una de las primeras grandes pruebas de la VVS vino en 1936 con la guerra civil española, donde los últimos diseños de avión fueron puestos a prueba por la aviación alemana. Las primeras victorias del caza I-16 fueron desperdiciadas por el uso limitado de estos cazas. Los Bf-109 alemanes llegaron después, asegurando la superioridad aérea para la causa nacionalista.

### Segunda Guerra Mundial
Al comienzo de la Segunda Guerra Mundial, los militares rusos no estaban aún a un nivel de preparación suficiente para ganar una guerra: Stalin dijo en 1931  que la industria rusa estaba de «50 a 100 años por detrás» [cita requerida] de las potencias occidentales. Al final de la guerra la producción rusa estimada de aviones se había elevado increíblemente a unos 4.700 aparatos en esa época.
En 1939, la VVS usó sus bombarderos para atacar Finlandia en la Guerra de Invierno, pero las pérdidas infligidas por una Fuerza Aérea Finlandesa relativamente pequeña mostró las deficiencias de estas fuerzas, principalmente debido a la Gran Purga en los años 1930.
La principal razón del gran número de aviones perdidos fue la escasez de tácticas modernas, pero el tiempo para mejorar se acortó, a causa de la ofensiva alemana de 1941 (Operación Barbarroja) empujaron la fuerza aérea a una posición defensiva, mientras se enfrentaban con una aviación alemana más moderna.[cita requerida] En los primeros días de la Operación Barbarroja la Luftwaffe destruyó alrededor de 2000 aviones soviéticos contra unas pérdidas alemanas de 35 aviones (de los cuales 15 no fueron en combate).
Al igual que algunos países aliados de la Segunda Guerra Mundial la Unión Soviética recibió aviones occidentales por el programa de Ley de Préstamo y Arriendo.

### Guerra Fría
Durante la Guerra Fría, la fuerza aérea soviética se rearmó, fortaleció y se introdujeron modernas doctrinas aéreas. En su momento más álgido, durante los 80, podía desplegar más de 10 000 aviones y 3.000 helicópteros, y al comienzo de los 90 la Unión Soviética tenía una fuerza aérea que en términos de cantidad y calidad satisfacían los estándares de una superpotencia.
Durante la Guerra Fría la VVS se dividió en tres segmentos: Aviación Estratégica (Dal'naya Aviatsiya o 'DA'), enfocada en bombarderos de largo alcance; Aviación Frontal (Frontovaya Aviatsiya o 'FA'), enfocada en la defensa aérea en el campo de batalla, apoyo aéreo cercano, e intercepción; y la Aviación de Transporte Militar (Voenno-Transportnaya Aviatsiya o 'VTA'), la cual controlaba los aviones de transporte. Las fuerzas de defensa aérea (Voyska protivovozdushnoy oborony o Voyska PVO), la cual se enfocaba en la defensa aérea y los aviones interceptores, era un servicio separado y distinto dentro de la organización militar soviética.
El 1 de septiembre de 1983 la Voyska PVO derribó el Vuelo 007 de Korean Air, después de que penetrara profundamente en el espacio aéreo soviético, señalando que se trataba de un avión espía. Anteriormente las Aerolíneas Coreanas habían cruzado una vez el espacio aéreo de Kamchatka y habían tenido que hacer un aterrizaje de emergencia cuando un MiG de la fuerza aérea soviética le disparó. Oficiales del gobierno soviético decidieron señalar que esto fue un error debido al enfado de los gobiernos de Corea del Sur y los Estados Unidos. La realidad, que es en gran parte desconocida para el mundo, es que la noche del incidente había sido un momento particularmente tenso para las fuerzas de defensa aérea soviéticas ya que un SR-71 estadounidense realizó un vuelo espía en coordinación con otros aviones estadounidenses (probablemente el RC-135) y un satélite espía Big Bird.
La Armada Rusa tiene su propia fuerza aérea asociada, Aviación Naval (Aviatsiya Voenno Morskogo Flota o'AV-MF').

### Programas de cazas de los 80
En los 80 la Unión Soviética supo del desarrollo de los F-22 Raptor en los EE. UU. y comenzaron el desarrollo de un caza equivalente para mantener su posición como superpotencia.
Se iniciaron dos programas, uno con el propósito de una confrontación con el entonces proyectado por los Estados Unidos Advanced Tactical Fighter (que llevó al desarrollo del F-22 Raptor/YF-23). Este caza futuro sería designado como Mnogofounksionalni Frontovoi Istrebitel (MFI) (Multifunctional Frontline Fighter) y diseñado como un avión multifunción pesado, con la primacía aérea en la mente de los diseñadores.
En respuesta al proyecto estadounidense X-32/F-35, Rusia comenzó el proyecto LFI, con lo cual desarrollaría un caza que era un recuerdo del X-32/F-35 con un único motor, sin las capacidades de un auténtico avión multifunción.
Rusia cambiaría más tarde la designación del proyecto LFI a LFS, convirtiéndolo en un avión multifunción con especial énfasis en las capacidades de ataque a tierra. Durante los 90 los militares rusos cancelaron los proyectos LFS y continuaron con el proyecto MFI, con inversiones mínimas, creyendo que era más importante que la producción de un avión caza ligero. Más recientemente se planeó el 'PAK FA', pero ningún caza aéreo sucesor de la familia Su-27 y MiG-29 ha entrado en servicio. Sujoi ganó la última competición PAK FA en 2002.

### Disolución de la Unión Soviética
Siguiendo la disolución de la Unión Soviética en diciembre de 1991, los aviones y el personal de la VVS soviética fue dividida entre los nuevos estados independientes. Rusia recibió la mayoría de estas fuerzas, aproximadamente el 76% de los aviones y el 65% de los hombres, con los cuales formaron las bases de la nueva Fuerza aérea rusa.

## Inventario

### Fuerza Aérea Soviética
180 bombarderos estratégicos150 Tu-95 Bear
15 M-4 Bison
15 Tu-160 Blackjack
550 bombarderos medios155 Tu-22M Backfire
260 Tu-16 Badger
135 Tu-22 Blinder
5780 cazas
Yak-25 Flashlight
490 MiG-21 Fishbed
1570 MiG-23 Flogger
105 MiG-25 Foxbat
260 Su-15 Flagon
20 Tu-128 Fiddler
20 Yak-28 Firebar
275 MiG-29 Fulcrum
180 MiG-31 Foxhound
270 Su-27 Flanker
2835 aviones de ataque130 MiG-21 Fishbed
830 MiG-27 Flogger
895 Su-7/Su-17 Fitter
770 Su-24 Fencer
210 Su-25 Frogfoot
50 aviones cisterna30 M-4 Bison
20 Tu-16 Badger
658 reconocimiento táctico y aviones ECM.
Yak-27 Flashlight-C
65 MiG-21 Fishbed
195 MiG-25 Foxbat
165 Su-17 Fitter
65 Su-24 Fencer
195 Yak-28 Brewer
260 reconocimiento estratégico y aviones ECM. Vigilancia aérea
Yak-27 Flashlight-C
115 Tu-16 Badger
15 Tu-22 Blinder
4 Tu-95 Bear
102 Yak-28 Brewer
24 MiG-25 Foxbat
3050 helicópteros
1500 aviones y helicópteros de entrenamiento
576 aviones de transporte55 An-22 Cock
210 An-12 Cub
310 Il-76 Candid
2935 aviones civiles y de transporte, normalmente aviones Aeroflot que se reconvertían fácilmente.